# Until Eternity Ends
Until Eternity Ends (с англ. — «Пока не кончится вечность») — первый и единственный мини-альбом шведской дэт-метал группы Edge of Sanity, выпущенный в 1994 году на лейбле Black Mark Production.
На пластинке музыканты продолжили разработку идей предшествующей студийной работы, представив слушателям разнообразную стилевую палитру. Работа была благоприятно воспринята и публикой и критикой, и стала связующим звеном между двумя лонгплеями в дискографии коллектива.

## Об альбоме
Мини-альбом состоит из четырёх песен, оставшихся со времён создания предыдущего полноформатного альбома группы The Spectral Sorrows и не вошедших в него. Одна из песен, «Bleed», присутствовала в японском издании альбома. Until Eternity Ends был записан в апреле 1994 года в студии Дана Сванё Unisound за 14 часов. В буклете к альбому группа написала:

Это четыре песни, которые, по нашему мнению, не подходят для альбома, над которым мы сейчас работаем. Но нам нравятся песни, и мы хотели, чтобы они как-то вышли. Это НЕ пробник нашего грядущего CD! Четвёртый диск Purgatory Afterglow начнётся с того момента, где закончился Unorthodox! Увидимся! (1994).
Оригинальный текст (англ.)These are four songs that we felt didn’t fit the album that we are busy writing right now. But we like the songs and wanted them out somehow. This is NOT a taster of our upcoming CD! The fourth CD Purgatory Afterglow will take off where Unorthodox left! C-Ya (1994).

Немного позднее, лидер шведского квинтета, Дан Сванё, так комментировал данные планы: «Мы принадлежим к числу тех групп, которые, прежде чем сесть за работу над альбомом, определяют для себя его структуру. Мы хотели было делать снова пластинку с парой быстрых вещей, парой мелодичных композиций с нормальным вокалом и с одним кавером, но мне это показалось скучным, потому что получилось бы то же самое, что уже было на The Spectral Sorrows. Поэтому мы решили снова вернуться к корням и записать настолько брутальный альбом, насколько это возможно». В другом интервью, записанном 19 октября 1994 года для литовского телешоу «Tamsos Citadelė», Сванё раскрывал предпосылки создания миньона уже по-другому. Он объяснял, что в виду полного отсутствия концертной деятельности и недостаточного промоушна со стороны Black Mark, к моменту выхода очередного лонгплея любители музыки о группе успевали забыть, и таким образом группа намеревалась подстегнуть слушательский интерес в преддверии появления Purgatory Afterglow. Кроме того, этот период времени шли активные переговоры с японской компанией о выпуске альбомов Edge of Sanity в данном регионе, где до сих пор в продажу они не поступали. Таким образом, не смотря на предупреждающее сообщение на обложке, EP был в том числе пробником, демонстрационным материалом для развития переговоров о важной сделке.

## Отзывы критиков
| Оценки критиков | Оценки критиков |
| Источник        | Оценка          |
| --------------- | --------------- |
| AllMusic        | [ 1 ]           |
| Metal Hammer    | [ 6 ]           |
| Rock City       | [ 7 ]           |
| Rock Hard       | [ 8 ]           |

Мини-альбом был восторженно встречен современниками. На момент его выхода музыкальные критики и сообщество любителей музыки находилось под большим впечатлением от работоспособности Сванё и многообразия его вкусов. 21-летний музыкант тогда стал принимать творческое участие сразу в нескольких проектах одновременно и выпускал по несколько работ в год. Кроме того, в собственной студии Сванё параллельно занимался записью, сведением и продюсированием других шведских музыкальных коллективов в самом широком стилистическом диапазоне от ска-панка и прог-рока до экстремального блэк-метала и грайндкора.
Так Франк Альбрехт в рецензии от 24 июня 1994 года для авторитетного немецкого журнала Rock Hard восхищался продуктивностью Дана Сванё, отмечая, что Until Eternity Ends написан с таким же уровнем разнообразия, что и The Spectral Sorrows, оценив мини-альбом на 9,5 баллов из 10. «Боже мой, какой творческий этот человек!» — пишет Альбрехт, — «Наряду со всеми своими побочными проектами, продюсерскими работами и гостевыми выступлениями на пластинках других групп Дан Сванё, певец и главный композитор Edge of Sanity, всё же находил время для создания новых песен для своей основной группы — и это всего через несколько месяцев после выпуск последнего диска EOS „The Spectral Sorrows“, который уже некоторое время по праву занимает верхние строчки наших читательских чартов. В 1994 году Edge of Sanity сильнее, чем когда-либо. Но даже блестящий материал последнего лонгплея не может померкнуть на фоне „Until Eternity Ends“». Редакция российского издания Rock City поставила миньону наивысшую оценку, составив свой отзыв в том же ключе и похвалив разнообразие представленных на пластинке стилей. Эдуардо Ривадавия для AllMusic писал, что «оригинальные композиции, такие как заглавная песня, „Eternal Eclipse“ и „Bleed“ в полной мере демонстрируют уникальное сочетание чистого дэт-метала, дум-риффов и мелодичных интерлюдий, стилистически перекидывая мостик к последующему шедевру — Purgatory Afterglow». Все рецензенты тепло отозвались о кавер-версии на песню The Police.

## Дальнейшие события
Изначально нашей задумкой было создать мощнейший альбом, состоящий из бескомпромисных дэт-металлических треков. Диск должен был называться Purgatory. Вслед за ним мы планировали выпустить альбом Afterglow. Когда ребята из Black Mark услышали о наших намерениях, они пришли в ярость и сказали, что наше пресловутое возвращение к брутальным корням есть ни что иное, как самоубийство, так как только недавно наши альбомы стали хорошо продаваться. Мы не согласились и, не обратив внимание на их протест, собрали все свои самые лёгкие вещи и записали их для мини-альбома. Между тем мы были полными идиотами, заявив всем вокруг, что песни с EP совершенно отличны от следующего за ним диска. Прошло совсем немного времени, и мы отказались от своих дэтовых амбиций. Я написал «Twilight», «Black Tears», «The Sinner and the Sadness», Дред сочинил «Velvet Dreams», и получилось так, что вся идея мини-альбома утратила свою актуальность. Невероятно, но я до сих пор кусаю локти, будучи уверенным, что песни с EP сделали бы Purgatory Afterglow гораздо круче, а нашу интерпретацию песни Police я вообще считаю одной из лучших кавер-версий Edge of Sanity.
Невероятно хорошая реакция на Until Eternity Ends сильно удивила участников группы и, с одной стороны, подтвердила мнение её лидера в правильности выбранной стилистики, а с другой стороны, пагубно сказалась на атмосфере внутри коллектива.
Остальные участники EOS оставались приверженцами ортодоксального звучания, и Сванё приходилось это учитывать. После успеха EP он надеялся переубедить коллег «и дальше двигаться в этом направлении». В то же время в прессе звучали обещания «дать понять миру, что все текущие модные стили совершенно безразличны группе» и она «собирается угостить его ультрабрутальным дэт-металлическим альбомом». В итоге, коммерческий фактор возобладал. В тот период времени квинтет заключил выгодный контракт с японским отделением JVC, переиздавшей в октябре 1994 года весь бэк-каталог группы у себя на рынке. И было принято компромиссное решение о сохранении на следующем лонгплее мелодической составляющей саунда, в надежде выпустить брутальный альбом при первой ближайшей возможности.
Тогда же появились упорные слухи о планах Сванё сменить весь аккомпанирующий состав. Музыкант старался их купировать в прессе: «Вообще-то это пустая болтовня, но иногда я действительно думаю, что эта группа могла бы стать куда лучше, если бы я работал с людьми, чьи взгляды на музыку в большей степени соответствовали бы моим. Чаще всего это происходит в течение первых нескольких месяцев после выхода альбома, когда мы не репетируем, практически не видимся друг с другом, и я задумываюсь о том, насколько лучше можно было бы сделать эту пластинку. Но мы — очень демократическая группа, в которой мне также трудно выгнать других, как им — меня. Кроме того, несмотря ни на что, мы очень хорошо сработались. В целом ребята — не самые одарённые музыканты, но та манера, в которой они играют свои партии, в большинстве случаев очень хорошо сочетается с моими идеями. Особенно наш барабанщик Бенни — у него отличное чутьё на то, как при помощи своих странных наворотов заставить ту или иную песню звучать намного лучше. Мне просто необходимы эти ребята, потому что я не могу работать с одними компьютерами и семплерами и кроме того, в этом случае мне пришлось бы изменить название группы».

## Список композиций
| №                   | Название                              | Автор(ы)                         | Длительность |
| ------------------- | ------------------------------------- | -------------------------------- | ------------ |
| 1.                  | «Until Eternity Ends»                 | Дан Сванё                        | 4:02         |
| 2.                  | «Eternal Eclipse»                     | Сванё                            | 2:53         |
| 3.                  | «Bleed»                               | Андреас Акселлсон, Бенни Ларссон | 2:08         |
| 4.                  | «Invisible Sun» (кавер на The Police) | Стинг                            | 3:21         |
| Общая длительность: | Общая длительность:                   | Общая длительность:              | 12:24        |

## Участники записи
Edge of Sanity
- Дан Сванё — вокал, клавишные, дополнительная гитара, сведение, звукоинженер
- Андреас Акселлсон (в титрах к альбому указан как Dread) — гитара, ведущий вокал в «Bleed»
- Сами Нерберг — гитара
- Андерс Линдберг — бас-гитара
- Бенни Ларссон — ударные